# Miłka Malzahn

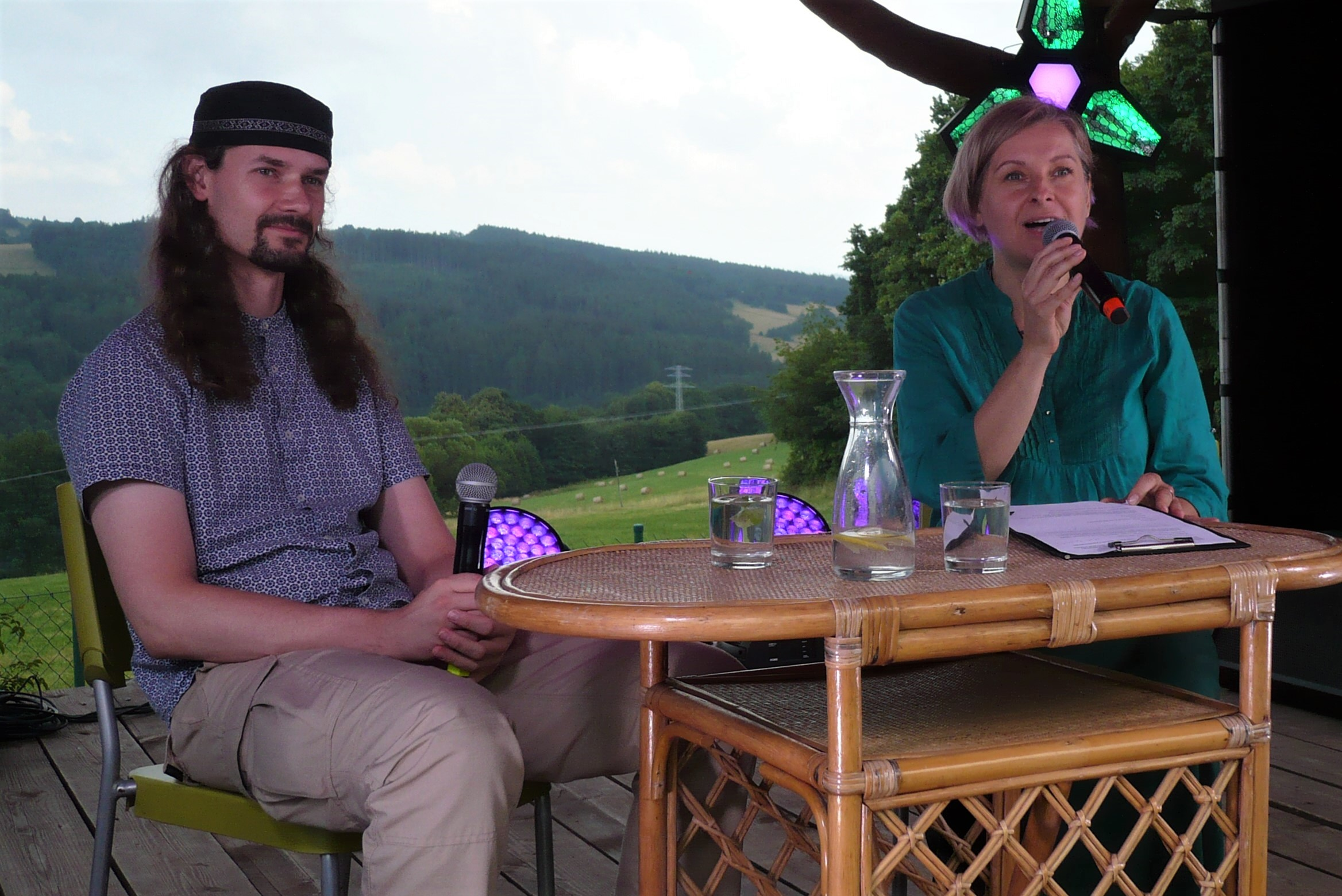
Radek Rak, Miłka Malzahn, VII Festiwal Góry Literatury, Włodowice, 2021

Miłka Malzahn, właśc. Miłosława Malzahn (ur. 14 czerwca 1971 w Hajnówce) – polska pisarka, wokalistka, autorka tekstów piosenek, prezenterka radiowa.
Absolwentka filozofii na Uniwersytecie Mikołaja Kopernika w Toruniu. Do roku 2005 pracowała w Radiu Toruń. Od roku 2006 pracuje w Radiu Białystok. Debiutowała jako poetka w 1995. Laureatka Festiwalu Piosenki Studenckiej w Krakowie w 1995 roku. W 2013 roku uzyskała stopień doktora nauk filozoficznych na Uniwersytecie Mikołaja Kopernika w Toruniu, zajmując się XIX-wieczną filozofią rosyjską.

## Książki
- Rzeczy wydarzone (2001) – wiersze
- Baronowa późna jesień (Bydgoszcz 2001; ISBN 83-87933-06-6) – opowiadania
- Królowa rabarbaru (Bytom 2004; ISBN 83-912880-5-6) – powieść
- Nie ma mono (Katowice 2007; ISBN 978-83-60406-03-8) – opowiadania
- Fronasz (Wydawnictwo Forma, Szczecin, 2009; ISBN 978-83-60881-24-8)
- Kosmos w Ritzu (Wydawnictwo Forma, Szczecin, 2014; ISBN 978-83-63316-87-7)
- 9 mgnień wiosny byłego cara (Biała Wieża, Białowieża, 2015; ISBN 978-83-64947-04-9) – mini powieść
- W płaszczu świata (Książnica Podlaska, Białystok, 2017; ISBN 978-83-63470-79-1) – powieść
- Nowa formuła dla literatury: kanał podcastowy Dziennik Zmian (i pogodny raczej stan), 2020[2].

## Dyskografia
- Mapa (Offmusic, 2004)
- Sequel (Gustaff Rec., 2006) (nagrana wspólnie z Michałem Jacaszkiem)
- Szary mary (z Michałem Jacaszkiem) (w przygotowaniu)
- 2009 – Koncerty w Polskim Radiu Białystok, składanka, wyd. RB, utwór Piosenkarki oraz aktorki
- 2009 – Białystok Muzyczny, wyd. fundacja M.i.a.s.t.o., utwór szary mary (Miłka &JAcaszek)
- 2009 – Verda Disco BOK, Białystok, Gazeta Wyborcza, utwór Autune
- 2006 – Gitarą i piórem 3, Polskie Radio, składanka
- 2005 – album „Sequel” Jacaszek/Miłka
- 2004 – debiut płytowy – Mapa wyd. offmusic, Warszawa
- 2003 – Ascension, składanka, wyd. My House, Poznań
- 2001 – Gitarą i piórem, składanka, wyd. Polskie Radio
- 1996 – Zielona cytryna, składanka, wyd. Pomaton.
- 2021 - utwór „Matryca Uczuć” z muzyką Wojciecha Bury, w angielskiej wersji, ukazał się w Anglii w artzinie (str 34.)  https://issuu.com/continuethevoicezine/docs/issue_10_pages/34
- 2021 - praca literacko muzyczna: pt. „Linia czasu – linia dźwięku” stała się częścią ekspozycji w Galeria Sztuki im. Jana Tarasina, która w lipcu 2020 roku ogłosiła otwarty nabór prac do wystawy PRÓBA 2020, do którego zostali zaproszeni artyści profesjonalni i studenci uczelni artystycznych. Pracę można obejrzeć na kanale YT Galerii, czas od którego zaczyna się prezentacja to 19.minut.50 sek – https://www.youtube.com/watch?v=eqjFMKKuzv0&t=1190s  Kuratorka: Joanna Dudek

## Sztuki
- 2023 publikacja dramatu mJAsto w dwumięsieczniku Pole https://poledwumiesiecznik.com/?page_id=2375&fbclid=IwAR1hstcFvjhXcR1ZwSLU8C4CdTEp89JXxFC1CBuMruD_FpLYibymX-CdkA0
- 2015 roku w Teatrze Miejskim w Inowrocławiu odbyła się premiera spektaklu Korytarz w reżyserii Elżbiety Piniewskiej[3].
- 2010 – Korytarz w miesięczniku poświęconym dramaturgii współczesnej „Dialog” nr 5, maj 2010
- 2010 – I miejsce na ogólnopolskim Konkursie Dramaturgicznym „Lustro. Obraz. Iluzja” w Łodzi.
- 2010 – wyróżnienie ze sztukę muzycy i fotografowie w konkursie dramaturgicznym „My – na progu nowego wieku” – śródmiejskie forum kultury i teatr 77 – Łódź
- 1999 – wyróżnienie za sztukę Baronowa Późna Jesień w konkursie dramaturgicznym „My-na progu nowego wieku” – śródmiejskie forum kultury i teatr 77 – Łódź

## Inne
- ”Witkacy napisał do mnie list” – opowiadanie nagrodzone na 23 Międzynarodowym Konkursie „Witkacy pod strzechy”, publikacja tekstu opowiadania periodyku  |”Witkacy!czyste dusze w niemytej formie” nr2/2020  data premiery 2021-02-03
- wyróżnienie w III ogólnopolskim konkursie Mały Kazio za opowiadania „Mantra słowiańska”, Polanica-Zdrój 2019[4]
- wyróżnienie za opowiadanie Pudełko w konkursie Moja niepodległość, styczeń 2019[5]